# Wilhelm Gustloff
Wilhelm Gustloff (Schwerin, 30 gennaio 1895 – Davos, 4 febbraio 1936) è stato un politico tedesco.

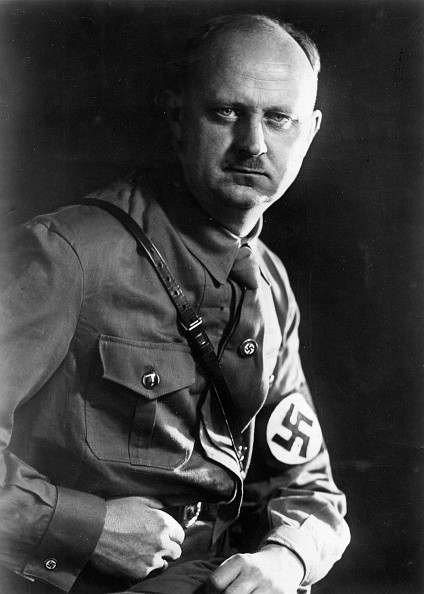
Wilhelm Gustloff

Fu il fondatore dell'organizzazione elvetica nazista NSDAP/AO a Davos, nata per organizzare i cittadini tedeschi all'estero. Ne rimase il leader dal 1932 al 1936, quando venne assassinato dall'ebreo David Frankfurter.

## Biografia
Ex meteorologo per il governo svizzero, aderì all'NSDAP nel 1929. Si impegnò attivamente nella diffusione della propaganda antisemita, in particolare con la pubblicazione del libro sui Protocolli dei Savi di Sion, al punto che membri della comunità ebraica svizzera denunciarono il distributore, l'NSDAP/AO, per diffamazione.
Venne ucciso nella sua casa di Davos da alcuni colpi di pistola sparati dall'ebreo croato David Frankfurter, poi costituitosi per l'omicidio. La sua uccisione creò grande clamore in Germania, tanto che Adolf Hitler gli tributò un funerale ufficiale e dedicò alla sua memoria la nave Wilhelm Gustloff, il cui affondamento, avvenuto il 30 gennaio 1945, causerà la morte di quasi diecimila persone nel più grave incidente navale della storia.